# Сантос де Оливейра, Данило дос
Дани́ло дос Са́нтос де Оливе́йра (порт. Danilo dos Santos de Oliveira; родился 19 апреля 2001 года, Салвадор, штат Баия) — бразильский футболист, полузащитник клуба «Ботафого».

## Биография
Данило — уроженец города Салвадор, столицы штата Баия. Футболом начинал заниматься в местной команде, однако впоследствии был отчислен. Тренировался в команде «Жакуипенсе», выступал за взрослых футболистов из команды «Кажазейрас» во втором дивизионе Лиги Баияно. В 2018 году перешёл в академию «Палмейраса». С сезона 2020 года — игрок основной команды. 6 сентября 2020 года дебютировал в бразильской Серии А в поединке против «Брагантино», выйдя на замену на 80-й минуте вместо Патрика. 10 сентября подписал пятилетний контракт с клубом.
17 сентября 2020 года дебютировал в Кубке Либертадорес в поединке против боливийского «Боливара». Всего в розыгрыше Данило провёл 11 матчей и забил один гол в ворота «Дельфина» в ответном матче 1/8 финала (5:0). Помог своей команде выиграть трофей.
В ноябре 2021 года во второй раз подряд завоевал Кубок Либертадорес. Сыграл в победной кампании в 13 матчах и отметился одним забитым голом.
В середине января 2023 года Данило перебрался в английский «Ноттингем Форест».

## Титулы и достижения
- Чемпион Кубка Бразилии: 2020
- Обладатель Кубка Либертадорес (2): 2020, 2021